# Il prezzo del demonio
Il prezzo del demonio (El hombre y el monstruo) è un film del 1959 diretto da Rafael Baledón.

## Trama
Un mediocre pianista vende l'anima al diavolo in cambio di diventare il miglior pianista del mondo. Il prezzo da pagare è quello di tramutarsi in un mostro assassino ogni qualvolta suona il pianoforte.

## Produzione
Prodotto dalla società Cinematográfica ABSA, è una rivisitazione de Lo strano caso del dottor Jekyll e del signor Hyde di Robert Louis Stevenson.

## Divieti
In Italia venne vietato l'ingresso in sala ai minori di 16 anni.